# Bdelyrus parvoculus
Bdelyrus parvoculus (лат.) — вид пластинчатоусых жуков рода Bdelyrus из подсемейства скарабеины (Scarabaeinae). Неотропика: Эквадор. 

## Описание
Длина тела от 6,63 до 6,72 мм, ширина от 3,49 до 3,65 мм. Самцы отличаются редуцированными глазами, мелкими размерами и строением парамер.  Межглазничное расстояние равно 10 диаметрам глаз. Клипеус, лоб и щёки самцов плотно пунктированы. Основная окраска тела коричневато-чёрная, блестящая. Bdelyrus parvoculus наиболее сходен с видом B. apaporisae, отличаясь строением гениталий самца. Навозный жук, населяет горные вечнозелёные тропические леса Амазонии. Встречается в феврале. Усики с 3-члениковой булавой. Задние голени с одной вершинной шпорой. Вид был впервые описан в 1998 году канадским энтомологом Джойсом Куком (Joyce Cook, North Augusta, Онтарио, Канада) по материалам, собранным в Эквадоре.